# Timur Selçuk
Timur Selçuk (* 2. Juli 1946 in Istanbul, Türkei; † 6. November 2020 ebenda) war ein türkischer Pianist, Komponist und Dirigent.

## Leben
Timur Selçuk war der Sohn des türkischen Komponisten Münir Nurettin Selçuk und der Schauspielerin Şehime Erton. Sein Großonkel war der osmanische Großwesir Abdurrahman Nureddin Pasha. Sein jüngerer Bruder ist der Jazz-Schlagzeuger und Komponist Selim Selçuk. Seine ältere Schwester, Meral Selçuk, sang mit ihrem Vater bei dessen Konzerten.
Im Alter von 5 Jahren begann Timur Selçuk mit dem Klavierspiel und gab sein erstes Konzert im Alter von 7 Jahren. Seine Schulausbildung absolvierte er am Galatasaray-Gymnasium und am Städtischen Konservatorium Istanbul. Nachdem er sein Studium an der École Normale de Musique de Paris mit den Hauptfächern Komposition und Dirigieren abgeschlossen hatte, kehrte er zurück in die Türkei, wo er zu einem Vorläufer der Interpreten politischer Lieder wurde.
Er war Gründer und Dirigent des Kammerorchesters in Istanbul, für das er Kompositionen türkischer und osmanischer Komponisten arrangierte, darunter Sultan Selim der III., Hacı Arif Bey, Dilhayat Kalfa (erste Komponistin im Osmanischen Reich). Er komponierte eine große Anzahl von Musikstücken für Film, Theater, Ballett und Oper. Selçuk komponierte und nahm Lieder zu einigen der berühmtesten Gedichte der türkischen Literatur auf, darunter Gedichte von Ümit Yaşar Oğuzcan, Orhan Veli Kanık, Faruk Nafiz Çamlıbel und Nâzım Hikmet. Er studierte viele Jahre lang Gesang bei dem Opernsänger Saadet İkesus Altan. Sein stimmlicher Ausdruck war dynamisch und reichte von naiv über lyrisch bis hin zu dramatisch und theatralisch.
Er nahm zweimal am Eurovision Song Contest teil: Im Jahre 1975 dirigierte er den ersten türkischen Beitrag, „Seninle Bir Dakika“, der von anderen komponiert und arrangiert worden war. 14 Jahre später, im Jahr 1989, kehrte er als Komponist, Texter, Arrangeur und Dirigent für „Bana Bana“ zurück, das von der Gruppe Pan aufgeführt wurde und den 21. Platz erreichte. Eine der Sängerinnen der Gruppe war seine Tochter Hazal Selçuk.
Timur Selçuk unterrichtete 40 Jahre lang Gesang, Musiktheorie und Klavier am Zentrum für zeitgenössische Musik in Istanbul. In seinem Unterricht kombinierte er westliche Musiktheorie mit der Theorie der klassischen türkischen Musik.
Am 6. November 2020 starb Timur Selçuk im Alter von 74 Jahren durch einen Herzinfarkt im Schlaf. Er wurde auf dem Zincirlikuyu Friedhof beigesetzt.

## Diskografie
- Ayrılanlar İçin – On Dit, Barclay Plak, 1964
- İnme – Çoban Çeşmesi, Balet Plak, 1969
- Derbeder Ömrüm – Köylü Kızı, Philips Plak, 1970
- Böyledir Akşamları İstanbul'un – Rıhtımda, Philips Plak, 1970
- Viens Regarder Le Soleil, Philips Plak, 1971
- Bugün Yarın Daima – Kadın Kadın, Philips Plak, 1972
- Yaşayamam Sensiz – Sevmek Delilik, Philips Plak, 1972 – 1974
- İspanyol Meyhanesi – Beyaz Güvercin, Philips Plak, 1972
- Duyar mısın? – Kara Sevda, Grafson Plak, 1972
- Sıla Güneşi – Ben Gamlı Hazan Sense Taze Bahar, Yonca Plak, 1972
- Kırık Kalpler – Oy Be Nenem, Yonca Plak, 1973
- Panayır Günü – Yaralı Ceylan, Yonca Plak, 1973
- Sen Nerdesin – Tu Seras Un Concerto, Barclay Plak, 1974
- Hürriyete Doğru – Karantinalı Despina, Grafson Plak, 1974
- Pireli Şarkı – Memet, Yonca Plak, 1975
- Dönek Türküsü – Özgürlük, Yankı Plak, 1978
- Timur Selçuk /3, Balet Plak, 1987
- İspanyol Meyhanesi, Balet Plak, 1988
- Bir Uzay Masalı Pop Opera, Balet Plak, 1991
- 25. Yıl, Balet Plak, 1992
- Seçkiler, Balet Plak, 2000
- Istanbul Oda Orkestrası, Balet Plak
- Babamın Şarkıları, Balet Plak, 2003
- Abdülhamit Düşerken, Balet Plak, 2004
- Bedreddin / Timur Selçuk Tiyatro Müzikleri, Balet Plak, 2005

## Filmografie
- Eine Saison in Hakkari (1983) unter der Regie von Erden Kıral
- Die Heimreise (1988) unter der Regie von Enis Günay, Rasim Konyar
- Das blaue Exil (1993) unter der Regie von Erden Kıral

## Auszeichnungen
- Verein der Kunstliebhaber – Beste Bühnenmusik „Nereye Payidar“ (1976)
- Verein der Kunstliebhaber – Beste Bühnenmusik „Tak-Tik“ (1979)
- 8. Golden Boll Film Festival – Beste Musik „Das blaue Exil“ (1994)
- „Staatlicher Künstler“ (1998)
- 40. Goldene Orange Filmfestival – Beste Musik „Abdülhamid Düşerken“ (2003)
- Muhsin Ertuğrul Theatre Labour Award (2017)